# كشف فلوري

اختبار ابتلاع الباريوم عن طريق الكشف الفلوري..

الكشْف الفَلْوَريّ أو التَنْظيرٌ التَأَلُّقِيّ (بالإنجليزية: Fluoroscopy)‏ ويُسمَّى الجهاز المِلْصَاف، طريقة تشخيص طبية تستخدم الأشعة السينية. تمكن الطبيب من رؤية التركيب الداخلي والعمليات في الجسم، وتعطي صورة بالأشعة السينية لأعضاء الجسم، تعمل بالفعل. يختلف الكشف الفلوري عن التصوير بالأشعة، وهو عملية الأشعة السينية الشائعة التي تعطي صورة ثابتة على رقاقة. ويستخدم الجراحون الكشف الفلوري لرؤية الأعضاء القاصرة عن الأداء، ولمراقبة الإجراءات الطبية، مثل إدخال قثطار، (أنبوب) في شريان وإزالة الأجسام الغريبة من الرئتين، أو المعدة.
وقبل إجراء الكشف الفَلْوَريّ على القناة الهضمية، يشرب المريض سائلا يحتوي على إحدى مركبات الباريوم. فالباريوم يمتص الأشعة السينية بقوة، ولذلك تظهر الأعضاء الهضمية بوضوح أكثر في الصورة. يرقد المريض علي طاولة، وتُركَّب أنبوبة الأشعة السينية تحت الطاولة. ويعلَّق جهاز يسمى مكثف الصورة فوق المريض. فتشكل الأشعة السينية المارة عبر جسد المريض صورة غير مرئية على مكثف الصورة. ويحول مكثِّف الصورة الأشعة السينية إلى صورة مرئية تسجلها آلة تصوير تلفازية، فيري الطبيب هذه الصورة على شاشة التلفاز.
يستعمل الكشف الفلوري جرعات مخففة من الأشعة السينية. ونتيجة لذلك، تقل مخاطر الآثار الجانبية السلبية. وقد طور المخترع الأمريكي توماس أديسون أول مكشاف فَلْوَريّ عملي عام 1896.